# Villa Francia
Villa Francia es una localidad de la provincia de Buenos Aires, Argentina ubicada en el noroeste del partido de General Pinto, sobre la RN 188. También se la conoce por el nombre de su estación ferroviaria Coronel Granada, y se destaca por la cantidad de instituciones que funcionan en el lugar.
Tercera localidad del partido en cantidad de habitantes, fue fundada en 1909 por Louis Lariguet, y le debe su denominación a la nacionalidad de aquel pionero. En 1904 antes había sido habilitada la estación Los Callejones del Ferrocarril Oeste de Buenos Aires, que a partir de 1920 comenzó a llamarse Coronel Granada, en homenaje al militar que participó de luchas en las invasiones inglesas. El 25 de abril de 2009 el pueblo cumplió sus 100 años.

## Lugares destacados
- Delegación municipal
- Capilla Nuestra Señora de Luján
- Coop. Lda. de Consumo Popular de Electricidad y Servicios Anexos
- Coop. Agropecuaria e Industrial Las Colonias Unidas
- Club Social y Deportivo Villa Francia
- Sociedad Rural Pdo. de General Pinto
- Bomberos Voluntarios de Coronel Granada
- Centro de Jubilados y Pensionados Dr. Ángel F. Stevani

## Educación
- Jardín de infantes N.º 902 Merceditas
- Escuela primaria N.º 21
- Escuela media N.º 2
- Centro de educación adulta N.º 704

## Turismo
El principal atractivo turístico del partido es la "laguna La Salada". Este espejo de agua ocupa alrededor de 5000 ha, y es sitio preferido de los amantes de la pesca, por el tamaño y la calidad de los pejerreyes de la laguna.
El lugar cuenta con: camping, hosterías, proveedurías, bajadas para lanchas, alquiler de botes, muelles y lanchas con guías.

## Población
Cuenta con 1,176 habitantes (Indec, 2010), lo que representa un incremento del 2,2 % frente a los 1150 habitantes (Indec, 2001) del censo anterior.
| Gráfica de evolución demográfica de Villa Francia entre 1991 y 2010 |
|                                                                     |
| Fuente: Censos nacionales del INDEC                                 |